# District 9
A District 9 egy 2009-ben bemutatott sci-fi film Neill Blomkamp rendezésében. A filmet mindössze 30 millió dollárból forgatták.

## Cselekmény
|  | Alább a cselekmény részletei következnek! |

A Dél-afrikai Köztársaságban Johannesburg felett egy hatalmas idegen űrhajó áll meg. Három hónap tétlenség után az emberek megközelítik a hajót majd behatolnak. A járműben több mint egymillió, két lábon járó, rákszerű élőlényt találnak. Jobb híján a városi nyomornegyedbe, a kilences körzetbe (district 9) költöztették be az ártatlannak tűnő buta lényeket.
Húsz év telt el az űrhajó érkezése óta. A lakosság egyre jobban tiltakozik a menekültek ellen. Az idegenek guberálásból és kereskedésből tengetik életüket. A szervezett bűnözés is megjelent a telepen, ahol a nigériai bűnbandák ételért cserébe idegen technológiákat vásárolnak. A lényeket az MNU vagy más néven az Idegenügyi Részleg tartja kordában. A nyomortelep egyre szűkösebbnek bizonyul és a város is folyamatosan tiltakozik a szomszédok miatt. Végül az MNU úgy dönt, hogy egy új helyre költözteti a lényeket. Ehhez azonban ki kell lakoltatni mindenkit. A lényeket emberként kezelik, ezért szükséges a beleegyező nyilatkozatuk is. Az egyik kunyhóban a Christopher nevű lény a hazatérést tervezgeti. Fiával a roncsok között idegen hajtóanyag maradványokat gyűjt. Sikerrel jár, de már túl későn. A kilakoltatás miatt nem tudja befejezni a tervét és az MNU lefoglalja az üzemanyagot (bár nem tudnak róla, hogy az, mert csak egy rövid fémcsőnek látszik). Az akciót vezető Wikus Van De Merwe azonban beszennyeződik a folyadékkal, amitől állapota egyre romlik. Orrvérzés, hányás, rosszullét jelzi a közeledő bajt. Kórházba kerül, ahol kiderül, hogy DNS-e elkezdett átalakulni és hamarosan ő is rákemberré fog válni. A hadsereg szeretne mindent tudni a folyamatról, mert a birtokukban lévő idegen fegyverek csak az idegenek és Wikus kezében működnek, ezért azt tervezik, hogy Wikust élve feldarabolják, mert csak így nyerhető ki a DNS-e, és ezt a tudást később fegyvergyártásban akarják alkalmazni, ami óriási üzletnek ígérkezik. Azonban Wikusnak sikerül elmenekülnie és a kilences körzetbe megy. Itt összetalálkozik újra Christopherrel. Megtudja tőle, hogy az idegenek már hazafelé készülnének, de ehhez hiányzik az előállított üzemanyag. Wikus felajánlja, hogy visszaszerzi, ha visszafordítják a rákká válását. A nigériaiaktól egy csellel és némi szerencsével sikerül a zsákmányolt idegen fegyverek közül néhányat megszereznie. Ezekkel felszerelkezve együtt térnek vissza az MNU központjába, majd együtt is menekülnek. Az üzemanyaggal sikerül egy mentőűrhajót beindítani, amivel Christopher fiával együtt visszatér az anyahajóra. Előtte még megígéri segítőjének, hogy három év múlva visszatér és visszafordítja a folyamatot, hogy újra ember lehessen.
A rákembereket sikeresen áttelepítik elviselhetőbb körülmények közé, Wikust pedig eltűntnek nyilvánítják. De nem tűnt el, csak az átalakulás fejeződött be: a kormányhivatalnok már megkülönböztethetetlen az idegenektől...
|  | Itt a vége a cselekmény részletezésének! |

## Szereplők
| Karakter            | Színész            | Magyar hang (2010)  |
| ------------------- | ------------------ | ------------------- |
| Wikus Van De Merwe  | Sharlto Copley     | Bozsó Péter         |
| Koobus Venter       | David James        | Király Attila       |
| Thomas              | Kenneth Nkosi      | Barabás Kiss Zoltán |
| Fundiswa Mhlanga    | Mandla Gaduka      | Láng Balázs         |
| Tania Van De Merwe  | Vanessa Haywood    | Sallai Nóra         |
| Piet Smit           | Louis Minnaar      | Barbinek Péter      |
| Grey Bradnam        | Jason Cope         | Sörös Miklós        |
| Obesandjo           | Eugene Khumbanyiwa | Papucsek Vilmos     |
| Sangoma             | Hlengiwe Madlala   | Sági Tímea          |
| Sarah Livingstone   | Nathalie Boltt     | Pupos Tímea         |
| Sandra Van De Merwe | Marian Hooman      | Gruber Zita         |